# Лори Мур
Лори Мур (рођена Мари Лорена Мур; 13. јануара 1957. године) је америчка списатељица, критичарка и есејисткиња. Позната је по својим кратким причама, од којих су неке добиле значајне награде. Од 1984. године такође предаје креативно писање.

## Биографија
Мари Лорена Мур рођена је у насељу Гленс Фолс у Њујорку, а родитељи су јој дали надимак „Лори“. Похађала је Универзитет Сент Лоренс. Када је имала 19 година победила је на такмичењу у писању фикције часописа Seventeen. Њена прича, под називом "Raspberries", објављена је у јануару 1977. године. Након што је дипломирала, преселила се на Менхетн, где је радила као правница две године.
Мур је 1980. године уписала мастер програм из уметности на Универзитету Корнел, где ју је подучавала Алисон Лури. Након што је завршила мастер, Мур је неко од професора охрабрио да контактира књижевног агента Мелани Џексон, која је пристала да је узме као клијента. Џексон је америчкој издавачкој кући Кнопф 1983. године продала Мурину збирку Self-Help, која се скоро у потпуности састоји од прича из њене мастер тезе.

## Дела

### Кратке приче
Збирке кратких прича које је Мур објавила се зову Self-Help (1985), Like Life, Bark и, бестселер Њујорк тајмса, Birds of America. Писала је и за часопис The Paris Review. 
Њена прва прича која је објављена у Њујоркеру, "You're Ugly, Тоо", укључена је у антологију The Best American Short Stories of the Century, коју је приредио Џон Апдајк.
Прича "People Like That Are the Only People Here", која је такође објављена у Њујоркеру, штампана je 1998. године у антологији The Best American Short Stories. У питању је прича о малом детету које се разболело која је делимично инспирисана догађајима из Муриног живота. Прича је укључена и у антологију из 2005. године под називом Children Playing Before a Statue of Hercules, коју је приредио Дејвид Сидерис.
Мурине сабране приче, под називом Collected Stories, објавила је лондонска издавачка кућа Фејбер у мају 2008. године. Издање је обухватило све приче из збирки које је претходно објавила, одломке из њеног романа Anagrams, као и три приче које пре тога нису биле део ниједне збирке, а које је првобитно објавила у Њујоркеру. 
Мурина најновија збирка Bark објављена је 2014. године. Била је финалиста за награду The Story Prize и ушла је у ужи избор за награду Frank O'Connor International Short Story Award.

### Романи
Лори Мур је написала романе Anagrams (1986), Who Will Run the Frog Hospital? (1994) и A Gate at the Stairs (2009). Према роману експерименталног облика Anagrams критичари нису били благонаклони. Роман Who Will Run the Frog Hospital приповеда о жени на одмору са мужем која се присећа бурног пријатељства из младости. Радња у роману A Gate at the Stairs се дешава непосредно након напада 11.септембра и говори о сазревању двадесетогодишње девојке која долази са Средњег запада.

### Дечије књиге
Мур је написала дечију књигу под називом The Forgotten Helper, о вилењаку којег Деда Мраз грешком заборавља у кући најгорег детета са своје листе добре деце. Вилењак мора да помогне детету да буде добро наредне године како би се Деда Мраз вратио следећег Божића.

### Есеји
Мур повремено пише о књигама, филмовима и телевизији за часопис The New York Review оf Books. У априлу 2018. године Кнопф је објавио збирку њених есеја, критика и коментара под насловом See What Can Be Done.

## Академска каријера
Лори Мур је тридесет година предавала креативно писање на Универзитету Висконсинa у Медисону. Запослила се овом универзитету 1984. године и напустила га како би се запослила на Универзитету Вандербилт у јесен 2013. године.
Држала је предавања и на Универзитету Корнел, на колеџу Барук, на Универзитету Мичигена, као и на Универзитету Принстон и Универзитету Њујорк.

### Кратке приче
- 1985 – Self-Help; ISBN 0-446-67192-4
- 1990 – Like Life; ISBN 0-375-71916-4
- 1998 – Birds of America; ISBN 0-312-24122-4
- 2008 – The Collected Stories; ISBN 978-0-571-23934-4
- 2014 – Bark; ISBN 0-307-59413-0
- 2020 – Collected Stories; ISBN 978-0-375-71238-8

### Романи
- 1986 – Anagrams; ISBN 0-307-27728-3
- 1994 – Who Will Run the Frog Hospital?; ISBN 1-4000-3382-9
- 2009 – A Gate at the Stairs; ISBN 978-0-375-40928-8
- 2023 - I Am Homeless if This Is Not My Home; ISBN 978-0-593-74415-4

### Дечије књиге
- 1987 – The Forgotten Helper; ISBN 0-440-41680-9

### Не-фикција
- 2018 – See What Can Be Done; ISBN 978-1524732486